# Oedicladium rufescens
Oedicladium rufescens är en bladmossart som beskrevs av Mitten 1868. Oedicladium rufescens ingår i släktet Oedicladium och familjen Myuriaceae. Inga underarter finns listade i Catalogue of Life.